# Pediana longbottomi
Pediana longbottomi là một loài nhện trong họ Sparassidae.
Loài này thuộc chi Pediana. Pediana longbottomi được Arthur Stanley Hirst miêu tả năm 1996.